# Feu
|  | Per a altres significats, vegeu «Fortià Feu i Martorell». |

Un feu (nom d'origen germànic: fehu, que significa ‘possessió, propietat’) era un conveni pactat entre el senyor feudal i el seu feudatari o vassall que consistia en el fet que el feudatari jurava fidelitat i compliment d'obligacions militars, econòmiques i o judicials, a canvi que se li lliurés una possessió. Aquests pactes, realitzats del segle x al xviii, anaven acompanyats d'un homenatge que donava solemnitat i eficàcia a l'acte a través de manifestar-ho externament i ostensible. D'aquí se'n deriven els actes d'homenatge actuals com un acte de respecte, de veneració, envers una persona. L'objectiu del feu consistia generalment en l'usdefruit d'un territori, o un camp per treballar i conrear.

## Definició i història
Definició senzilla: Porció de terra que rebien els vassalls en jurar fidelitat, ajuda militar i consell en el govern al rei.
Feu també equival com a derivació a una unitat territorial més o menys gran (latifundium), governada i explotada per un senyor-noble que hi exercia el seu poder. Es tractava d'un sistema de producció i de poder per a una Europa rural amenaçada.
Qui posseïa el feu havia d'exercir responsabilitats administratives i militars i cobrava les rendes públiques.
A Catalunya, el feudalisme s'instaurà amb força a partir del segle xii i al segle xiii la servitud adquirí estatut legal. A Catalunya es va establir, també, una tipologia de feus vinculada a la jerarquia de persones que el posseïen:
- La cavalleria de feu era una tinença modesta d'un cavaller a les ordres d'un castlà.
- El feu de castlania era la tinença del castlà encomanat de la guarda del castell. Aquesta tinença comportava béns seents, rendes agràries i drets banals.
- L'honor era un feu més gran que la castlania que a vegades podia implicar la possessió de diversos castells, i responia al model d'un gran patrimoni aristocràtic.

El sistema successori dels feus va servir per a consolidar i protegir el patrimoni aristocràtic, garantia del poder i la força dels feudals. Els honors, tot i que participaven del règim hereditari, no podien ser dividits:
- En la transmissió d'aquest patrimoni, la línia masculina es va imposar sobre la femenina.
- El pare, cap del llinatge, podia escollir el melior filius, sense recórrer necessàriament al primogènit, per garantir la successió del feu.
- En cas de manca d'hereu directe, el vassall podia llegar l'honor d'un tercer, però sempre necessitava el consentiment del senyor.

La complexitat de les institucions del sistema feudal obeïa a una única finalitat: garantir fidelitats i aliances per mitjà del repartiment de terres, rendes i drets dels dominis castrenses, element fonamental del feudalisme entre les famílies nobiliàries. Amb tot, tal com assenyalen els Usatges, hi ha una desigualtat entre senyors i vassalls, o entre alta i petita noblesa; com ho mostren les convinences. La reciprocitat entre les obligacions del vassall i les del senyor eren força desiguals pel que suposaven de càrregues i responsabilitats del primer, mentre que la responsabilitat del segon quedava limitada, pràcticament, a la investidura del feu.
De la paraula feu prové la paraula feudalisme.

## Parts d'un feu
Dins el feu hi hauríem pogut trobar:
1. Reserva senyorial o domini: part explotada directament pel mateix. Tots els cultius que se n'obtenien pertanyien al senyor.
2. Masos: porcions de terra que el senyor concedia als pagesos perquè les cultivessin en benefici propi, a canvi de lliurar uns censos.
3. Castell o casa forta: on resideix el noble,qui es la persona amb més autoritat de tot el feu.
4. Peatge o lleuda: es troba al pont o en llocs de pas; qui hi passava havia de pagar.
5. Molí, ferreria, forn: per fer-ne ús calia pagar una quantitat.
6. Boscos i altres béns comunals: llocs que es podien utilitzar per part de la població.

A canvi de gaudir de l'usdefruit de les terres els pagesos havien de pagar al senyor uns censos, que podien ser diners, productes (una part de la collita, teixits, animals...) o serveis personals (treballar al camp del senyor gratuïtament...)